# Ploiești
Ploieşti (pronúncia /plo'jeʃtʲ/) é uma cidade e município da Romênia, capital do judeţ (distrito) de Prahova, situado na região história da Valáquia. O município localiza-se 56 quilômetros ao norte de Bucareste e tem uma população de 209.945 habitantes (censo de 2011).

## População
| 1912  | 1930  | 1948  | 1956   | 1966   | 1977   | 1992   | 2002   | 2011   |
| 56460 | 79149 | 95632 | 114544 | 146922 | 199699 | 252715 | 232527 | 209945 |